# Себастьян (фільм, 2024)
«Себастья́н» (англ. Sebastiane) — кінодрама Мікко Мекеля, в основі якого письменник-початківець, яка позаштатно працює для журналу в Лондоні, але в іншому житті виконує обов'язки ескорту. Прем’єра відбулася на кінофестивалі «Санденс» у січні 2024 року, де він був показаний у конкурсі драм світового кіно.

## Сюжет
25-річний Макс Вільямсон родом із Шотландії, живе у Лондоні, має найкращу подругу на ім’я Амна, працює фрілансером у літературному журналі та вже опублікував кілька оповідань, які були позитивно сприйняті критиками. Планує кар’єру письменника. Його мета – опублікувати своє оповідання у літературному журналі «Гранта». Також він працює над автобіографічним романом, в якому відображає своє подвійне життя. Щоб надати більшої реалістичності своєму дебюту, він під псевдонімом «Себастьян» починає займатися проституцією, як і герой її книги, де детально викладається про зустрічі з клієнтами. Клієнтів знаходить через сайт «Dreamy Guys», – переважно чоловіки старшого віку. Він веде життя ескорту й переконує себе, що Себастьян – лише збору матеріалу для книги. Його відношення до Себастьяна, як у актора, який готується до ролі. Перед кожною зустріччю він голить груди, займається у спортзалі й вправляється з мімікою перед дзеркалом. Його клієнти не помічають, що він просто грає.
З часом Макс все більше поринає у свій роман та зустрічам із клієнтами, що призводить до втрати роботи в журналі. Завдяки роботі ескортом він знайомиться із Ніколасом, професором на пенсії, стосунки з яким виходять за межі платного сексу. Однак, коли Макс додає до свого роману сентиментальний відтінок головного героя Себастьяна, його критикує редактор, який вважає це нереалістичним.
Макс віддаляється від Ніколаса та приймає запрошення свого клієнта Деніела поїхати з ним до Брюсселя. Під час бельгійського вікенду Деніел змушує сп'янілого молодого чоловіка, займатися з ним сексом, а наранок, прочитавши чернетку роману Макса, в якому молодий чоловік описує зґвалтування, виганяє його з готелю.
Залишившись один та не маючи грошей на Eurostar, Макс безуспішно намагається зайнятися проституцією. Повернутися додому йому допомагає Ніколас, якому він зрештою показує рукопис свого роману. Професор схвалює роботу та заохочує до її завершення. Проституцією Макс продовжував займатися навіть після виходу книги, але більше не використовує псевдонім.
Під час роботи в журналі Макс готується до інтерв'ю із письменником Бретом Істоном Еллісом.

## В ролях
- Руарід Молліка — Макс Вільямсон[4]
- Хіфту Квасем — Амна
- Інгвар Сігурдссон — Даніель
- Джонатан Гайд — Ніколас
- Лара Россі — Клаудія
- Ліанн Бест — Діонна
- Девід Нелліст — Пітер
- Педро Мінас — Олівер
- Флер Кейт — Джоан
- Ділан Брейді — Джоел
- Акбар Курта — Самір
- Маркус Маклеод — Стюарт

## Виробництво
Режисером фільму став фінський режисер Мікко Мекеля, який також є й автором сценарію. Це його другий повнометражний фільм після «Хатини біля озера» 2017 року. До дебюту в повнометражному фільмі Мекеля зняв низку музичних відео, а також працював автором текстів для п’єс та реклами. Як і його герой Макс, письменник фінського походження переїхав із маленького містечка у Фінляндії до Англії у віці 18 років, де вивчав англійську літературу у Ноттінгемському університеті та Університетському коледжі Лондона, а також французьку мову та письменницьку мову у Міському літературному інституті. Мекеля розпочав свою кар'єру у кіно як монтажер. Як актор з'явився у ролі другого плану науково-фантастичного фільму Джона Кемерона Мітчелла «Як розмовляти з дівчатами на вечірках».

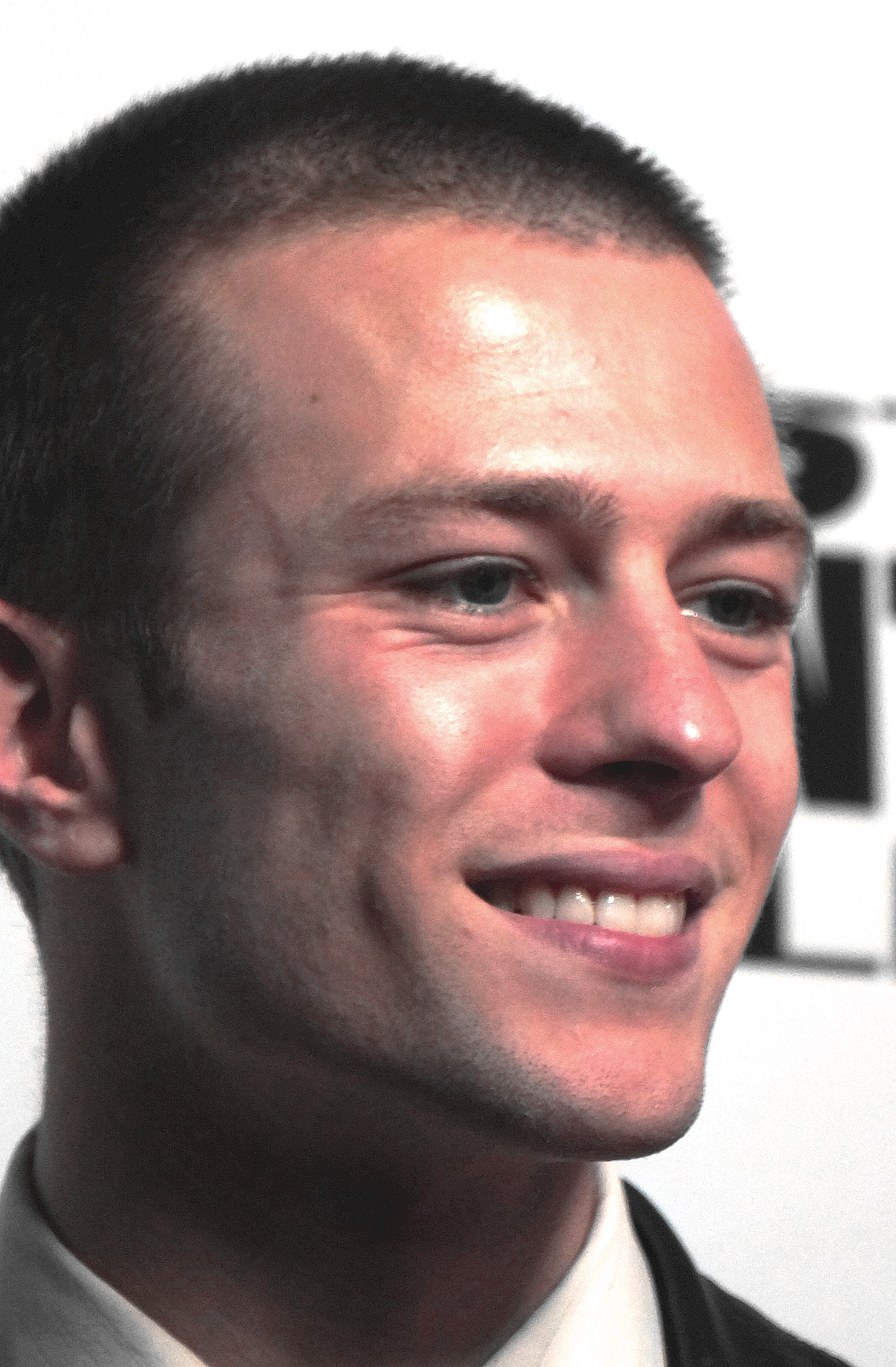
Руарід Молліка грає 25-річного Макса

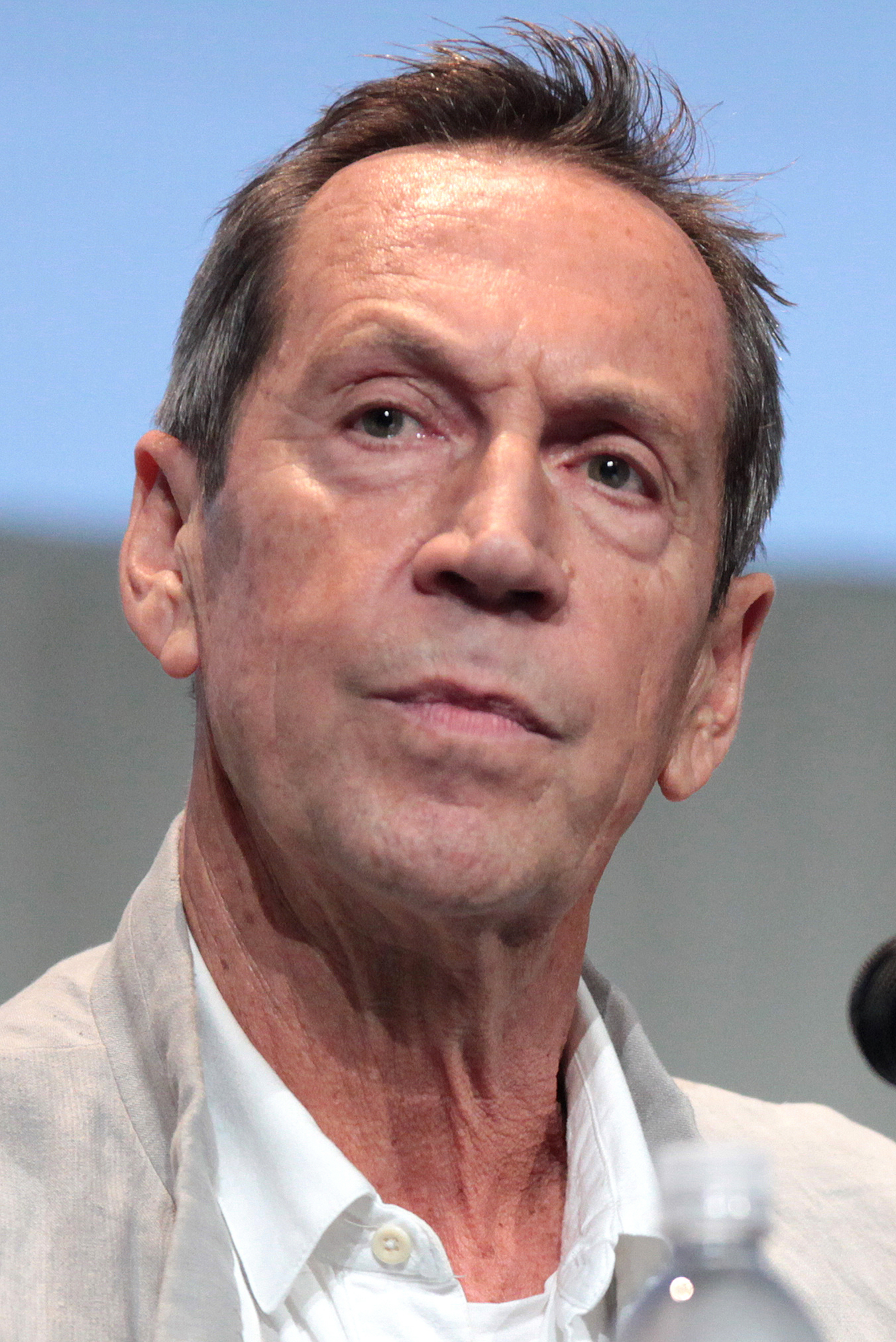
Австралієць Джонатан Гайд грає Ніколаса

Уродженець Італії Руарід Молліка зіграв головну роль письменника-початківця Макса, який стає секс-працівником під псевдонімом «Себастьян». Раніше Молліка знялася у кількох короткометражних фільмах та телевізійних серіалах, включно із «Too Rough» та «Red Rose». Він також отримав головну роль у міні-серіалі HBO «Франшиза» Армандо Яннуччі. Роль його найкращої подруги Амни зіграла американська актриса Хіфту Квасем, а роль Даніеля грає ісландський актор Інгвар Еггерт Сігурдссон, відомий за такими фільмами, як «Агнець», «Варяг», «Богленд» та «Бунтівний місяць». Ніколаса грає австралієць Джонатан Гайд. Також у списку акторів британка Ліан Бест, її співвітчизники Девід Нелліст та Акбар Курта, актор бразильського походження Педро Мінас, француз Маттіас Море, Ділан Брейді та Лоран Марія.
Основні зйомки пройшли у Лондоні, Глазго та Брюсселі. Оператором виступив Ілкка Салмінен, з яким режисер працював до того над «Хатиною біля озера». Пост-продакшн відбувався у Лондоні, Антверпені та Гельсінкі.
Музику до фільму написав Іларі Хейніля. Альбом із саундтреками із загалом 16 треків був випущений для завантаження Dubois Records наприкінці січня 2025 року.
Фільм було спродюсовано Джеймсом Ватсоном для їхньої спільної із Мікко Мекеля компанії «Bêtes Sauvages», спродюсований «Helsinki-filmi» та «Lemming Film België». Фільм підтримали BFI та Screen Scotland, а також Finnish Film Foundation, Finnish Impact Film Fund, Great Point Media, BNP Paribas Film Finance та Belgian Tax Shelter.

## Визнання
Світова прем'єра відбулася 21 січня 2024 року на кінофестивалі «Sundance» у конкурсі драматичних фільмів. «LevelK» придбав міжнародні права на фільм перед його прем'єрою на «Sundance». У лютому 2024 року фільм був придбаний компанією «Kino Lorber» для Північної Америки – кінопрокат розпочався 2 серпня 2024 року.
Наприкінці травня 2024 року фільм було представлено на «Inside Out Toronto 2SLGBTQ+ Film Festival», а в червні 2024 року – на «Festival International de Cine en Guadalajara» та «San Francisco International LGBTQ+ Film Festival». Перший трейлер вийшов наприкінці червня 2024 року. Фільм вийшов у прокат у деяких кінотеатрах США 2 серпня 2024 року. Також у серпні 2024 року його показали на Норвезькому кінофестивалі в Гаугесунді, наприкінці вересня та на початку жовтня 2024 року на кінофестивалі Out On, а згодом на Лондонському кінофестивалі та Film Fest Gent. У рамках кіносеріалу «Queerfilmnacht» «Себастьян» демонструвався у Німеччині та Австрії з грудня 2024 року. Покази відбулися на кінофестивалі «Madi Gras» у лютому 2025 року. Його показали на Манчестерському кінофестивалі у березні 2025 року.
На фінській премії «Jussi Awards 2024» фільм отримав дев'ять номінацій, у тому числі за найкращий фільм, найкращу режисуру (Мікко Мекеля), найкращу головну роль (Руарід Молліка), найкращу роль другого плану (Джонатан Гайд) та найкращий сценарій (Мікко Мекеля). «Себастьян» зрівнявся із фільмом «Майя зі Штормскері» за кількістю номінацій того року. Молліка також було номіновано на Британську незалежну кінопремію 2024 року за проривну роль.